# Orbellia cuniculorum
Orbellia cuniculorum – gatunek muchówki z rodziny błotniszkowatych i podrodziny Heleomyzinae.
Gatunek ten opisany został w 1830 roku przez Jean-Baptiste’a Robineau-Desvoidy.
Muchówka o ciele długości 3 mm i długich skrzydłach. Policzki ma poniżej oczu pozbawione szczecinek. Głaszczki ubarwione są brązowo z przyciemnionymi wierzchołkami. W chetotaksji tułowia występują dwie pary szczecinek tarczkowych, a dwie szczecinek śródplecowych leżą przed szwem poprzecznym. Przedpiersie jest nagie. Środkowa para odnóży ma na brzusznej stronie goleni ostrogi.
Owad znany z Hiszpanii, Francji, Niemiec, Polski, Litwy, Słowacji i Węgier.